# شهر مایایی

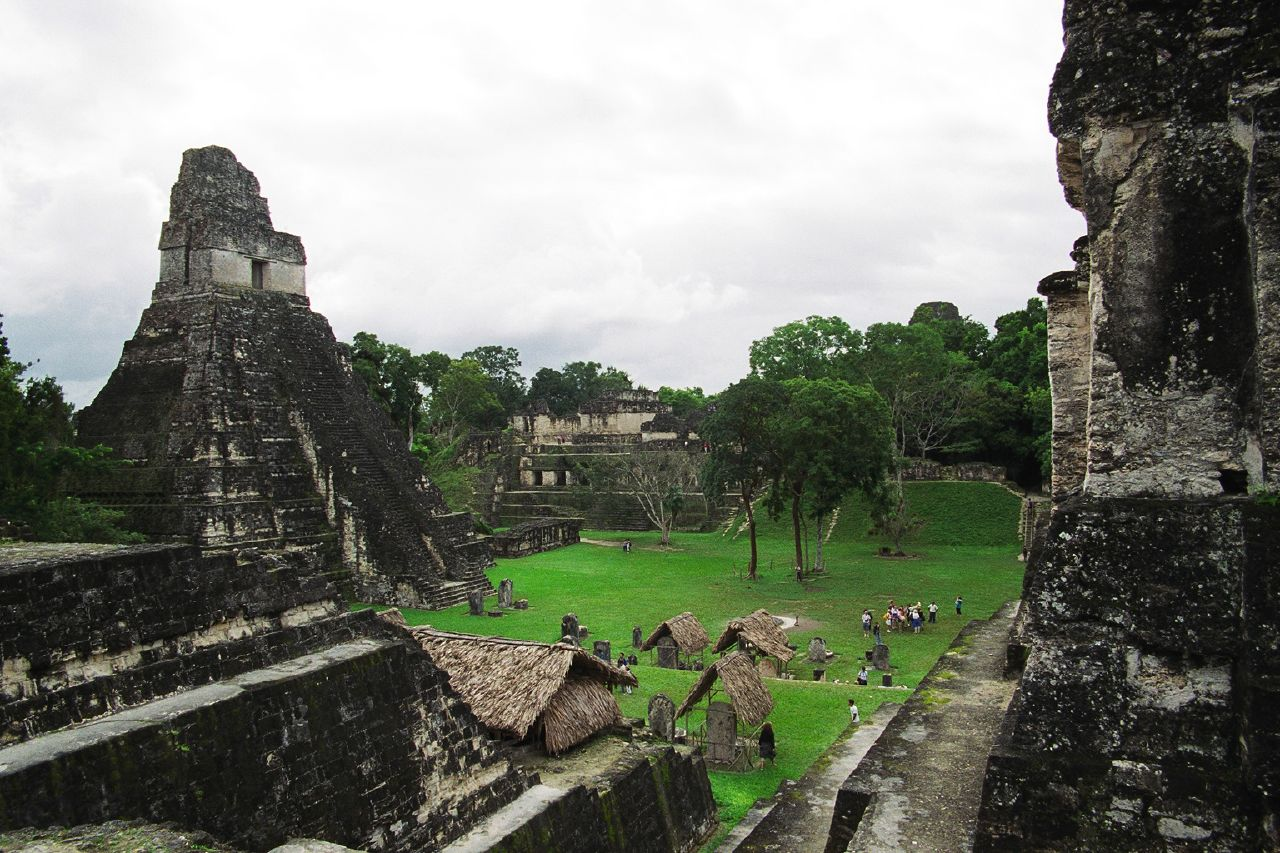
مرکز شهر تیکال و نمایی از هرم مشهور به جگوار از ترانشه‌های بازمانده و مرتبط با تمدن مایا

شهر مایایی (انگلیسی: Maya city) مناطق متمرکز و مملو از جمعیت مردمان تمدن مایا تا قبل از دوران پیشاکلمبی به شمار می‌رفتند. این شهرها نقش ویژه‌ای در امور اداری، بازرگانی، تولیدی و مذهبی ایفا می‌نمودند